# Los fantasmas del sombrerero (película)
Los fantasmas del sombrerero (en francés Les Fantômes du Chapelier) es un largometraje francés dirigido por Claude Chabrol, que se estrenó el 25 de mayo de 1982. La trama está basada en la novela homónima de Georges Simenon. Las tomas exteriores se realizaron en Concarneau y en Quimper (ambas en el departamento de Finisterre, Bretaña).

## Argumento
El sombrerero Léon Labbé asesinó a su esposa, que lo había tiranizado durante años. Coloca un muñeco de sastre en la ventana del salón, cuya sombra sirve para hacer creer a los transeúntes que su mujer sigue viva. Como el cumpleaños de la ahora fallecida será pronto, sus amigos de la escuela quieren asistir a la celebración. Entonces Labbé se ve obligado a matar también a estas mujeres para que ninguna sospecha recaiga sobre él. Después de estos asesinatos, que parecían cometidos sin motivo, la policía no sospecha nada. Por la noche, Labbé se reúne como siempre con sus amigos para jugar a las cartas. También está allí el sastre Kachoudas, que viene de Armenia y sabe que Labbé es el asesino buscado.
Finalmente, Labbé a le confiesa a Kachoudas el motivo de sus crímenes: ha asesinado a su esposa enferma y, para ocultar su crimen, tiene que eliminar a todos los amigos de la infancia de su mujer, ya que planeaban visitarla en su próximo cumpleaños.
Un día Kachoudas enferma y muere. Labbé ya está libre de su cómplice, para que su vida pueda volver a la normalidad. Pero el sombrerero no puede dejar de matar, la próxima víctima es su ama de llaves. Cuando finalmente mata a su novia de la infancia, comete un error y lo atrapan.

## Elenco
- Michel Serrault : Léon Labbé, el sombrero
- Charles Aznavour : Kachoudas, el sastre
- Monique Chaumette : Mme Labbé, el fantasma
- François Cluzet : Jeantet, el periodista
- Aurore Clément : Berthe, la prostituta
- Isabelle Sadoyan : Alice Kachoudas, la mujer del sastre
- Jean Champion : el senador Laude
- Bernard Dumaine : Arnoult
- Victor Garrivier : el doctor Chaudreau
- Mario David : el comisariore Pigeac
- Robert Party : el inspector Caille
- Fabrice Ploquin : Valentin
- Christine Paolini : Louise Chapus
- Nathalie Homs : Esther
- Marcel Guy : Gabriel
- Jean-Claude Bouillaud : el padre de Louise
- Jean Leuvrais : Lambert

## Trasfondo
- Simenon escribió un cuento en 1947 titulado Le Petit Tailleur et le chapelier (El sastrecito y el sombrerero). Retomó el tema al año siguiente, modificando el final, bajo el título Bénis soient les humbles (Bienaventurados los humildes), cuya traducción al inglés le valió un premio de la revista mensual "Ellery Queen's Mystery Magazine". La novela que publicó en 1949 con el título Les Fantômes du chapelier (Los fantasmas del sombrerero) ofrece un tercer final, el que siguió Chabrol.[4]
- La acción de esta película sigue muy estrictamente la de la novela homónima de Georges Simenon. Simplemente se trasladó de La Rochelle a Concarneau. Algunas escenas fueron filmadas en Quimper.[2]
- Los carteles de las películas Crossroads (1938) y Ben-Hur (estrenada en 1960) pegados en una calle de la ciudad para el cine Lux hacen pensar que podría tratarse de una sala de cine que proyecta películas antiguas, porque en el minuto 72, en el quiosco de los periódicos, vemos una portada de Jours de France con la princesa Sarah del 16/01/1982. Lo que sitúa claramente la acción de la película en 1982.

## Reseñas
El Lexikon des internationalen Films certifica que la película es una “mezcla de thriller, teatro de cámara psicopatológico y comedia negra” que expone las “limitaciones y represiones del medio pequeñoburgués como caldo de cultivo para el crimen”.
La revista de televisión TV Spielfilm juzga: "El director Claude Chabrol penetra magistralmente en las zonas oscuras de la psique humana que el escritor belga Simenon describió de manera tan maravillosamente malvada en la novela original". La película describe al “hombre burgués y honesto como un monstruo”.
Time out señaló que: "El sombrerero (Serrault) es un estrangulador en serie que permite que su secreto sea descubierto por Cachoudas (Aznavour), el tuberculoso sastre armenio de enfrente. La relación que sigue parece increíblemente temeraria, incluso con un sombrerero loco de por medio, y manifiestamente es la teología Hitchcock-jesuítica sobre la culpa compartida lo que anima la película... Chabrol sitúa su adaptación en una zona temporal poco convencional -un poco años 30, un poco años 50- que para algunos puede ser el aspecto más intrigante de la película."
Virgile Dumez remite también a los antecesores cinematográficos: "Desde el principio de la película, una cierta oscuridad emana de las imágenes de Jean Rabier. Chabrol se complace maliciosamente en llevar esta historia hacia lo fantástico. Rinde homenaje a Fritz Lang, en particular a M le maudit, pero también a su maestro Alfred Hitchcock, con planos de la ventana del sombrerero que parecen sacados de Psicosis (1960). La extrema oscuridad del tema -se trata de penetrar en la psique perturbada de un psicópata, al fin y al cabo- se ve contrarrestada, no obstante, por un sentido del humor muy negro"
TV Guide calificó la película con 2 estrellas y media sobre 5 y comentó: "Otra película de Claude Chabrol que ni fracasa ni está a la altura de sus éxitos anteriores (Les biches, entre otras). De nuevo rinde homenaje a Hitchcock con un psicópata, Michel Serrault, que asesina a su mujer y luego mata a seis de sus amigos ancianos."
Alligatographe resalta la dimensión social de la obra: "Porque la película, bajo su apariencia de comedia negra, es ante todo una tragedia social, visceralmente pesimista, con la bilis y el ácido carcomiéndolo todo. La burguesía no es la única responsable de sus mentiras; los pequeños son los testigos voluntarios, para evitar en la medida de lo posible la ira del qué dirán, los sobresaltos de la tranquila vida cotidiana. El camino debe seguir siendo recto para toda la sociedad, de abajo arriba."

## Premios
- MystFest 1982: Premio al Mejor Director, nominación a Mejor Película[10]
- Fantasporto 1983: Nominada a Mejor Película[10]